# 南方碱蓬
南方碱蓬（学名：Suaeda australis）是苋科碱蓬属的植物。分布在大洋洲、日本、台湾岛以及中国大陆的广东、广西、福建、江苏等地，多生于海滩沙地或红树林边缘。